# UFC Fight Night: Бёрнс vs. Брэди
UFC Fight Night: Burns vs. Brady (также известный как UFC Fight Night 242, UFC on ESPN+ 100 и UFC Vegas 97) — турнир по смешанным единоборствам, организованный Ultimate Fighting Championship, который был проведён 7 сентября 2024 года в спортивном комплексе «UFC Apex» в городе Энтерпрайз (часть города-мегаполиса Лас-Вегас), штат Невада, США.

## Подготовка турнира

### Главные события турнира
В качестве заглавного события турнира запланирован бой в полусреднем весе, в котором должны встретиться бывший претендент на титул чемпиона UFC в полусреднем весе бразилец Гилберт Бёрнс (#6 в рейтинге) и американец Шон Брэди (#8 в рейтинге).
| Заглавное событие - Полусредний вес | Заглавное событие - Полусредний вес | Заглавное событие - Полусредний вес |
| --- | --- | ----------------------------------- |
| Гилберт Бёрнс | | Шон Брэди                           |
| GILBERT ALEXANDER PONTES BURNS "Durinho" (Дуринью / порт. Жёсткий) 38 лет (20.07.1986) Рост 178 см, размах рук 180 см, вес 77,56 кг Гражданство: Происхождение: Место рождения: Нитерой, Рио-де-Жанейро, Бразилия Представляет: Нитерой, Рио-де-Жанейро, Бразилия "Kill Cliff FC" Дебют в UFC - 26.07.2014 (с рекордом 7-0) Бонусы "Fight of the Night" (1) / "Perfomance of the Night" (4) Претендент на титул чемпиона UFC в полусреднем весе (2021) | SEAN THOMAS BRADY - 31 год (23.11.1992) Рост 178 см, размах рук 184 см, вес 77,56 кг Гражданство: Происхождение: Место рождения: Филадельфия, Пенсильвания, США Представляет: Филадельфия, Пенсильвания, США "Renzo Gracie Philly" Дебют в UFC - 18.10.2019 (с рекордом 10-0) Бонусы "Perfomance of the Night" (2) Чемпион Cage Fury FC в полусреднем весе (2017-19, защиты 2/2) |                                     |
| Последние бои: 09.03.2024, Джек Делла Маддалена (#11), KO3 06.05.2023, Белал Мухаммад (#4), UDEC 08.04.2023, Хорхе Масвидаль (#11), UDEC 21.01.2023, Нил Магни (#12), SUB1 09.04.2022, Хамзат Чимаев (#11), UDEC | Последние бои: SUB3, Келвин Гастелум (#11*), 02.12.2023 TKO2, Белал Мухаммад (#5), 22.10.2022 UDEC, Майкл Кьеза (#7), 20.11.2021 SUB3, Джейк Мэттьюз, 06.03.2021 SUB2, Кристиан Агилера, 29.08.2020 |                                     |

### Изменения карда турнира
При подготовке турнира были анонсированы но впоследствии отменены следующие поединки:
- Бой в полулёгком весе, в котором должны были встретиться Кэлвин Каттар и Кайл Нельсон.[2] За месяц до турнира Каттар снялся с боя по нераскрытым причинам и был заменён на Стива Гарсию.[3]
- Бой в легчайшем весе, в котором должны были встретиться Маркус Макги и Айманн Захаби. Однако, бой был убран из карда турнира по нераскрытым причинам (предположительно, из-за отказа со стороны Захаби).
- Бой в наилегчайшем весе, в котором должны били встретиться Мэтт Шнелл и Алессандру Коста. На неделе перед турниром Коста снялся с боя из-за травмы плеча, и его на коротком уведомлении заменил Коди Дёрден. Бой пройдёт в легчайшем весе.[4]

Бой в полулёгком весе между двумя участниками последнего 32-го сезона шоу The Ultimate Fighter Жигимантасом Рамашкой и Натаном Флетчером изначально должен был состояться двумя неделями ранее на турнире UFC on ESPN: Каннонир vs. Борралью. Однако в последний момент из-за проблем со здоровьем у Флетчера бой был отменён и переназначен на этот турнир.

### Анонсированные бои
| Бой | Весовая категория     | Участники боёв и их статистика перед боем (рекорд ММА / рекорд UFC / серия) | Участники боёв и их статистика перед боем (рекорд ММА / рекорд UFC / серия) | Участники боёв и их статистика перед боем (рекорд ММА / рекорд UFC / серия) | Участники боёв и их статистика перед боем (рекорд ММА / рекорд UFC / серия) | Участники боёв и их статистика перед боем (рекорд ММА / рекорд UFC / серия) | Участники боёв и их статистика перед боем (рекорд ММА / рекорд UFC / серия) | Участники боёв и их статистика перед боем (рекорд ММА / рекорд UFC / серия) | Участники боёв и их статистика перед боем (рекорд ММА / рекорд UFC / серия) | Участники боёв и их статистика перед боем (рекорд ММА / рекорд UFC / серия) | Участники боёв и их статистика перед боем (рекорд ММА / рекорд UFC / серия) | Участники боёв и их статистика перед боем (рекорд ММА / рекорд UFC / серия) | Участники боёв и их статистика перед боем (рекорд ММА / рекорд UFC / серия) |
|     |                       | Главный кард (Main Card, ESPN+)                                             |                                                                             |                                                                             |                                                                             |                                                                             |                                                                             |                                                                             |                                                                             |                                                                             |                                                                             |                                                                             |                                                                             |
| 1   | Полусредний вес       | Гилберт Бёрнс (Gilbert Burns)                                               | #6 (1), exП                                                                 | 22-7                                                                        | 15-7                                                                        | -2                                                                          | vs.                                                                         | Шон Брэди (Sean Brady)                                                      | #8 (6)                                                                      | 16-1                                                                        | 6-1                                                                         | +1                                                                          | [ 7 ]                                                                       |
| 2   | Жен. наилегчайший вес | Жессика Андради (Jessica Andrade)                                           | #4, exЧ*                                                                    | 26-12                                                                       | 17-10                                                                       | +2                                                                          | vs.                                                                         | Наталия Силва (Natalia Silva)                                               | #8 (7)                                                                      | 17-5-1                                                                      | 5-0                                                                         | +11                                                                         | [ 8 ]                                                                       |
| 3   | Полулёгкий вес        | Стив Гарсия (Steve Garcia)▲                                                 | CS                                                                          | 16-5                                                                        | 5-2                                                                         | +4                                                                          | vs.                                                                         | Кайл Нельсон (Kyle Nelson)                                                  |                                                                             | 16-5-1                                                                      | 4-4-1                                                                       | +3                                                                          | [ 9 ]                                                                       |
| 4   | Легчайший вес▲        | Мэтт Шнелл (Matt Schnell)                                                   | #11 (7), TUF                                                                | 16-8 (1)                                                                    | 6-6 (1)                                                                     | -2                                                                          | vs.                                                                         | Коди Дёрден (Cody Durden)▲                                                  | #15 (14)                                                                    | 16-6-1                                                                      | 5-4-1                                                                       | -2                                                                          | [ 10 ]                                                                      |
| 5   | Лёгкий вес            | Тревор Пик (Trevor Peek)                                                    | CS                                                                          | 9-2 (1)                                                                     | 2-2                                                                         | -1                                                                          | vs.                                                                         | Янал Ашмуз (Yanal Ashmouz)                                                  |                                                                             | 7-1                                                                         | 1-1                                                                         | -1                                                                          | [ 11 ]                                                                      |
|     |                       | Предварительный кард (Prelims, ESPN+)                                       |                                                                             |                                                                             |                                                                             |                                                                             |                                                                             |                                                                             |                                                                             |                                                                             |                                                                             |                                                                             |                                                                             |
| 6   | Лёгкий вес            | Жун Чжу (Rongzhu)                                                           | R2U                                                                         | 25-5                                                                        | 1-2                                                                         | +4                                                                          | vs.                                                                         | Крис Падилья (Chris Padilla)                                                |                                                                             | 14-6                                                                        | 1-0                                                                         | +4                                                                          | [ 12 ]                                                                      |
| 7   | Полулёгкий вес        | Айзек Дулгарян (Isaac Dulgarian)                                            |                                                                             | 6-1                                                                         | 1-1                                                                         | -1                                                                          | vs.                                                                         | Брендон Мэротт (Brendon Marotte)                                            |                                                                             | 8-2                                                                         | 0-1                                                                         | -1                                                                          | [ 13 ]                                                                      |
| 8   | Наилегчайший вес      | Фелипи дус Сантус (Felipe dos Santos)                                       |                                                                             | 8-1 (1)                                                                     | 1-1                                                                         | +1                                                                          | vs.                                                                         | Андре Лима (Andre Lima)                                                     | CS                                                                          | 9-0                                                                         | 2-0                                                                         | +9                                                                          | [ 14 ]                                                                      |
| 9   | Легчайший вес         | И Чжа (Yizha)                                                               | R2U                                                                         | 25-4                                                                        | 0-1                                                                         | +3                                                                          | vs.                                                                         | Габриэл Сантус (Gabriel Santos)                                             |                                                                             | 10-2                                                                        | 0-2                                                                         | -2                                                                          | [ 15 ]                                                                      |
| 10  | Жен. минимальный вес  | Жакелини Аморим (Jaqueline Amorim)                                          |                                                                             | 8-1                                                                         | 2-1                                                                         | +2                                                                          | vs.                                                                         | Ванесса Демопулос (Vanessa Demopoulos)                                      | CS                                                                          | 11-5                                                                        | 5-2                                                                         | +2                                                                          | [ 16 ]                                                                      |
| 11  | Средний вес           | Андре Петроски (Andre Petroski)                                             | TUF                                                                         | 11-3                                                                        | 6-2                                                                         | +1                                                                          | vs.                                                                         | Дилан Будка (Dylan Budka)                                                   | CS                                                                          | 7-3                                                                         | 0-1                                                                         | -1                                                                          | [ 17 ]                                                                      |
| 12  | Полулёгкий вес        | Жигимантас Рамашка (Zygimantas Ramaska)                                     | д, TUF32                                                                    | 9-2                                                                         | -                                                                           | +3                                                                          | vs.                                                                         | Натан Флетчер (Nathan Fletcher)                                             | д, TUF32                                                                    | 8-1                                                                         | -                                                                           | +2                                                                          | [ 18 ]                                                                      |
|     |                       | Отменённые бои                                                              |                                                                             |                                                                             |                                                                             |                                                                             |                                                                             |                                                                             |                                                                             |                                                                             |                                                                             |                                                                             |                                                                             |
|     | Полулёгкий вес        | Кэлвин Каттар (Calvin Kattar)▼                                              | #9 (4)                                                                      | 23-8                                                                        | 7-6                                                                         | -3                                                                          | vs.                                                                         | Кайл Нельсон (Kyle Nelson)                                                  |                                                                             | 16-5-1                                                                      | 4-4-1                                                                       | +3                                                                          | [ 19 ]                                                                      |
|     | Легчайший вес         | Маркус Макги (Marcus McGhee)                                                |                                                                             | 9-1                                                                         | 3-0                                                                         | +5                                                                          | vs.                                                                         | Айманн Захаби (Aiemann Zahabi)▼                                             |                                                                             | 11-2                                                                        | 5-2                                                                         | +4                                                                          | [ 20 ]                                                                      |
|     | Наилегчайший вес      | Мэтт Шнелл (Matt Schnell)                                                   | #11 (7), TUF                                                                | 16-8 (1)                                                                    | 6-6 (1)                                                                     | -2                                                                          | vs.                                                                         | Алессандру Коста (Alessandro Costa)▼                                        | CS                                                                          | 14-4                                                                        | 2-2                                                                         | +1                                                                          | [ 21 ]                                                                      |
|     | Полутяжёлый вес       | Райан Спэнн (Ryan Spann)                                                    | exT(8), CS                                                                  | 21-10                                                                       | 7-5                                                                         | -3                                                                          | vs.                                                                         | Овинс Сен-Прё (Ovince Saint Preux)▼                                         | exT(5), exПВ, SF                                                            | 27-17                                                                       | 15-12                                                                       | +1                                                                          | [ 22 ]                                                                      |

Условные обозначения: #5 (1) — текущее (лучшее) место бойца в рейтинге, exЧ(В) — бывший чемпион (временный), exП(В) — бывший претендент на титул чемпиона (временного), exТ(3) — боец входил в рейтинг Топ-15 (лучшее место в рейтинге), д — дебютант, CS — боец участвовал в Претендентской серии Дэйны Уайта, R2U — боец участвовал в шоу Road To UFC, TUF — боец участвовал в шоу The Ultimate Fighter, TUF(W/F) — боец являлся победителем/финалистом The Ultimate Fighter, WEC/SF — боец выступал в WEC или Strikeforce до объединения этих организаций с UFC.

## Церемония взвешивания
Результаты официальной церемонии взвешивания бойцов перед турниром.
* Кайл Нельсон не смог уложиться в лимит полулёгкой весовой категории и будет оштрафован на 20% от гонорара в пользу соперника.
** Дилан Бадка не смог уложиться в лимит средней весовой категории и будет оштрафован на 20% от гонорара в пользу соперника.

## Результаты турнира
В главном бою вечера Шон Брэди победил Гилберта Бёрнса единогласным решением судей.
| Бой    | Весовая категория     | Результат боя        | Результат боя   | Результат боя | Результат боя | Результат боя | Результат боя      | Результат боя | Способ победы                               | Раунд | Время | Рефери       |
|        |                       | Главный кард         |                 |               |               |               |                    |               |                                             |       |       |              |
| Бой 12 | Полусредний вес       |                      | Шон Брэди       | #8            | поб.          |               | Гилберт Бёрнс      | #6            | Единогласное решение (50–45, 50–45, 49–46)  | 5     | 5:00  | Херб Дин     |
| Бой 11 | Жен. наилегчайший вес |                      | Наталия Силва   | #8            | поб.          |               | Жессика Андради    | #4            | Единогласное решение (30–27, 30–27, 30–27)  | 3     | 5:00  | Керри Хэтли  |
| Бой 10 | Промежуточный вес     |                      | Стив Гарсия     |               | поб.          |               | Кайл Нельсон       |               | Технический нокаут (удары руками и локтями) | 1     | 3:59  | Марк Смит    |
| Бой 9  | Легчайший вес         |                      | Коди Дёрден     | #15           | поб.          |               | Мэтт Шнелл         | #11           | Сдача, удушающий приём (удушение ниндзя)    | 2     | 0:29  | Крис Тоньони |
| Бой 8  | Лёгкий вес            |                      | Янал Ашмуз      |               | поб.          |               | Тревор Пик         |               | Единогласное решение (30–27, 29–28, 29–28)  | 3     | 5:00  | Херб Дин     |
|        |                       | Предварительный кард |                 |               |               |               |                    |               |                                             |       |       |              |
| Бой 7  | Лёгкий вес            |                      | Крис Падилья    |               | поб.          |               | Жун Чжу            |               | Технический нокаут (остановка доктором)     | 2     | 4:14  | Керри Хэтли  |
| Бой 6  | Полулёгкий вес        |                      | Айзек Дулгарян  |               | поб.          |               | Брендон Мэротт     |               | Сдача, удушающий приём (ручной треугольник) | 2     | 4:19  | Марк Смит    |
| Бой 5  | Наилегчайший вес      |                      | Андре Лима      |               | поб.          |               | Фелипи дус Сантус  |               | Единогласное решение (30–27, 29–28, 29–28)  | 3     | 5:00  | Крис Тоньони |
| Бой 4  | Легчайший вес         |                      | Габриэл Сантус  |               | поб.          |               | И Чжа              |               | Единогласное решение (30–26, 30–26, 30–27)  | 3     | 5:00  | Керри Хэтли  |
| Бой 3  | Жен. минимальный вес  |                      | Жакелини Аморим |               | поб.          |               | Ванесса Демопулос  |               | Сдача, болевой приём (рычаг локтя)          | 1     | 3:28  | Крис Тоньони |
| Бой 2  | Промежуточный вес     |                      | Андре Петроски  |               | поб.          |               | Дилан Будка        |               | Единогласное решение (30–27, 30–27, 30–27)  | 3     | 5:00  | Марк Смит    |
| Бой 1  | Полулёгкий вес        |                      | Натан Флетчер   | д             | поб.          |               | Жигимантас Рамашка | д             | Сдача, удушающий приём (ручной треугольник) | 2     | 1:14  | Херб Дин     |

Официальные судейские карточки турнира.

## Награды
Следующие бойцы были удостоены денежного бонуса в размере $50,000:
- Лучший бой вечера: Наталия Силва - Жессика Андради
- Выступление вечера: Стив Гарсия и Коди Дёрден